# 杉本瑛生

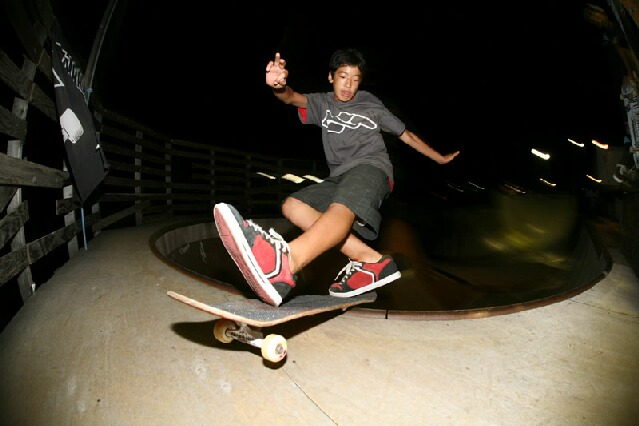

杉本 瑛生（すぎもと えいせい、1994年 - ）は、日本のプロスケートボーダー。AJSA公認。東京都生まれ。6歳の時、カリフォルニアにあるVANS SKATEPARKにてスケートボードに出会う。かつての新宿EDIT PARKにてスケートボードを始める。スーパーキッズとして活躍する。

## 経歴（日本）
- 2001年から日本のコンテストに出場しはじめる。
- 2005年に行われたAJSAコンテストにおいてキッズ、ジュニア、総合3部門優勝。3冠王達成。
- 2006年11月、日本人キッズスケーター初のスギモトエイセイシグネチャーデッキをFLAKEより発売
- 2007年に行われたAJSAコンテストにおいてアマチュア選手権優勝。
- 2008年、プロスケーター認定。
- 2009年2月、世界で活躍する若者を応援する星野仙一監督によるホシノドリームプロジェクトに抜擢され有楽町国際フォーラムにて表彰される。

サマーソニック、ストリートコーリング等音楽とコラボレーションしたイベントにデモストレーターとして出演している。
スポーツナビ＋にてblog稼働中。
ブルータグアスリートとしても活動中。

## 経歴（アメリカ）
2006年よりアメリカのコンテストに出場しはじめる。
アメリカカリフォルニア州・ロスアンジェルスで行われた初戦CASLにて見事初優勝を飾る。
同時にベストトリック賞を受賞。
それによりカリフォルニア州ステートゲームの出場権を与えられ7月に出場。ストリート部門、ランプ部門共に3位。
12月にカリフォルニア州ウッドワード(woodward)で行われたボウル部門(Bowl)に出場し、優勝。日本人初。
2007年フロリダ州で行われたグラインドフォーライフGRIND FOR LIFEにて出場。全戦全勝し2007年グランドチャンピオンになる。日本人初。
2008年カリフォルニア州・ロスアンジェルスで行われたソニープレイステーション(Sony PlayStation）主催のコンテストで優勝。アメリカでの活動が認められ、Baconskateboardよりアメリカから直接スポンサードが決定。
2009年アリゾナ州フェニックスで行われたPhoenix Amコンテストにてたった一人の日本人スケーターとして出場。160人中13位。

## 経歴（カナダ）
2010年9月よりカナダの高校へ進学。
2013年卒業。
2014年４月から早稲田大学へ進学。

テレビ、新聞、雑誌にも多数出演している。

## テレビ
- 2004/8/2 - NHK「お昼ですよふれあいホール*スーパーキッズ大集合*」生出演
- 2004/9/12 - TBS「風になる」出演
- 2004/11 - TBS「NEWS BIRD」出演
- 2006/8 - TBS「きょう発 プラス」スーパーキッズ特集出演
- 2007/1 - テレビ東京「すなっぷ」出演
- 2007/8 - 関西テレビ「おじょママ！P」出演
- 2008/2 - テレビ東京「ハロモニ」出演
- 2009/5 - Day In The Life前編、後編「瑛生1日密着」
- 2011/11 - 読売テレビ「グッと!地球便 〜海の向こうの大切な人へ〜」

## 新聞
- 2004/6 - 読売新聞教育ファイル掲載
- 2006/9 - 朝日小学生新聞1面掲載

## 雑誌
- 2005/4 - 「モノキッズ」掲載（裏表紙2ページ）
- 2006/11 - 「オーリーマガジン」11月号掲載
- 2006/11 - 「トランスワールドスケートボードマガジン」11月号掲載
- 2007/2 - トランスワールド3月号「FLAKE」広告ページ掲載
- 2007/2 - スパイマスター3月号「FLAKE」広告ページ掲載
- 2007/2 - キッズスタイル4月号「FLAKE」広告ページ掲載
- 2007/7 - アメリカで発売されているスケボー雑誌concrete waveに掲載
- 2009/6 - アメリカで発売されているスケボー雑誌LowCardに掲載

## ビデオ・DVD
- 2004/9 - THE KID'S SKATERS 「わんぱく8人衆」video
- 2005/9 - THE KID'S SKATERS 「スーパーキッズ大集合」DVD
- 2006/3 - THE KID'S SKATERS 「FLAKE」DVD
- 2009/4 - THE KID'S SKATERS 「FLAKE」Next Generation One DVD

## 図鑑
- 2006/3 - 文研出版「キッズヒーロー(1)スポーツで世界を目指す」掲載